# Nodella
Nodella is een geslacht van uitgestorven kreeftachtigen uit de klasse van de Ostracoda (mosselkreeftjes).

## Soorten
- Nodella conotuberculata Zaspelova, 1952 †
- Nodella digitalis Pauken, 1966 †
- Nodella dobroljubovi Schischkinskaja, 1968 †
- Nodella faceta Rozhdestvenskaya, 1972 †
- Nodella hamata Becker, 1968 †
- Nodella lefevrei Becker, 1971 †
- Nodella malikovi Schischkinskaja, 1968 †
- Nodella michailovae Schischkinskaja, 1968 †
- Nodella parvula Polenova, 1953 †
- Nodella plavskensis Samoilova & Smirnova, 1972 †
- Nodella quasisymmetrica Zaspelova, 1952 †
- Nodella svinordensis Zaspelova, 1952 †
- Nodella tatarstanica Shevtsov, 1972 †
- Nodella tetralobata Pauken, 1966 †
- Nodella tichonovichi Zaspelova, 1952 †
- Nodella wibitiensis Zaspelova, 1952 †
- Nodella zotovae Schischkinskaja, 1968 †